# Tromsøbrua
Die Tromsø-Brücke (norwegisch „Tromsøbrua“) ist eine Straßenbrücke in der nordnorwegischen Stadt Tromsø, die über den Tromsøysund führt. Die Brücke verbindet das Zentrum der Stadt auf der Insel Tromsøya mit dem Tromsøer Stadtteil Tromsdalen auf dem Festland. Mit einer Länge von 1036 Metern war das Bauwerk nach seiner Fertigstellung im Jahr 1960 Nordeuropas größte Spannbetonbrücke. Die leicht bogenförmige Balkenbrücke mit ihren schlanken Säulen diente als Vorbild für nachfolgende Spannbetonbrücken in ganz Norwegen. Sie ist zugleich neben der Eismeerkathedrale und dem Berg Tromsdalstinden eines der prägnantesten Wahrzeichen Tromsøs.
Über die zweispurige Straßenbrücke verläuft die Fernstraße Fylkesvei 862, die sich von Tromsdalen bis zur Insel Senja in der Kommune Berg erstreckt.

## Geschichte

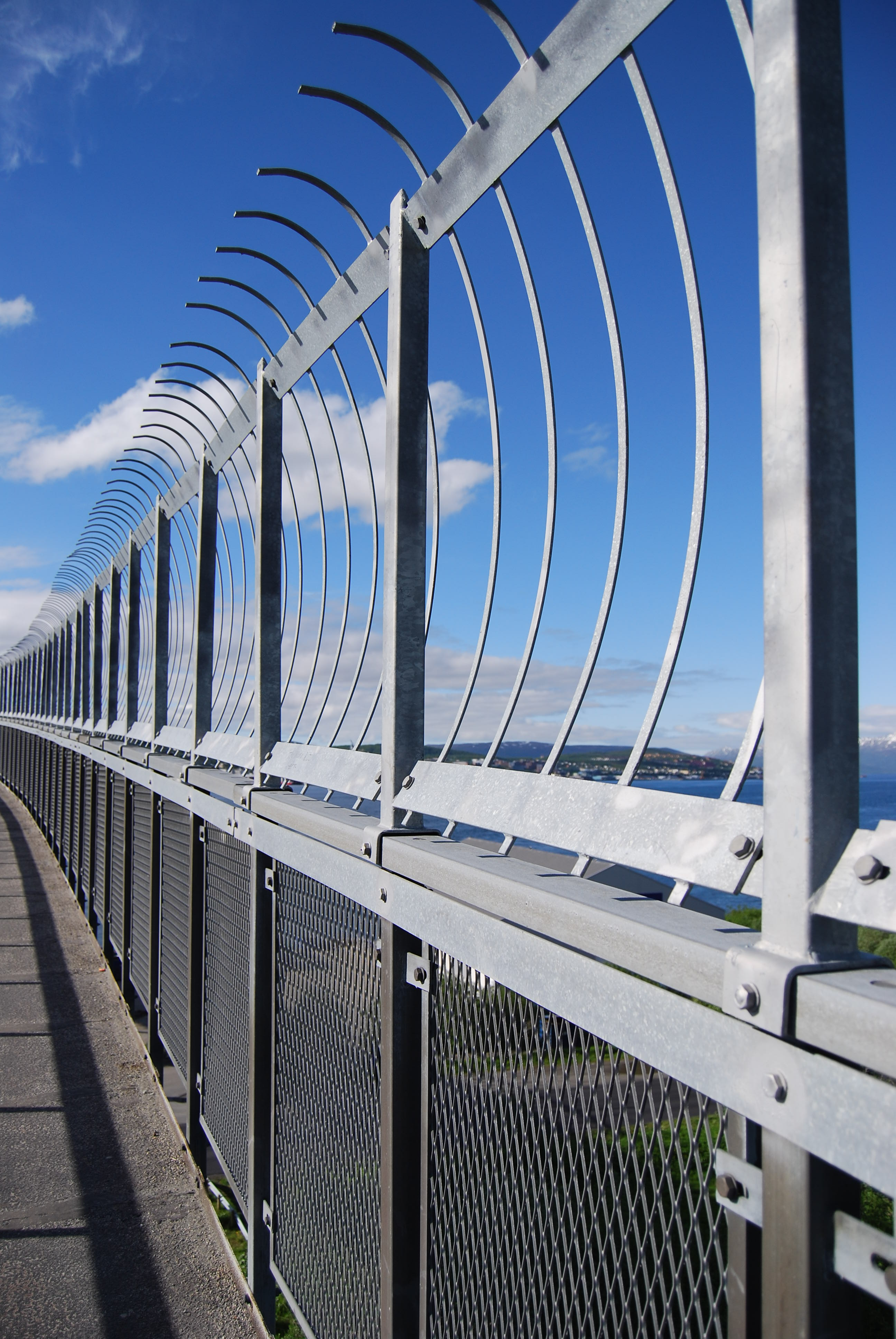
Sicherheitsgitter gegen Suizidversuche

Nachdem der Tromsøer Erling Kjeldsen seine Idee zum Bau einer Brücke oder eines Tunnels vortrug, bildete sich 1951 die Brückenvereinigung Tromsø und Umgebung (Tromsø og Omegn Bruforening). Damit das Bauprojekt von den Behörden genehmigt und die Finanzierung gesichert werden konnte, wurde 1954 die Aktiengesellschaft Tromsøbrua A/S gegründet. Ein Jahr später sprach sich im Storting eine Mehrheit dafür aus, das Projekt sowohl staatlich zu fördern als auch über Maut zu finanzieren. Am 3. Juli 1960 konnte nach drei Jahren Bauzeit das 13,3 Mio. NKR teure Bauwerk, das fortan den Fährverkehr ersetzte, vom norwegischen Staatsminister Einar Gerhardsen eingeweiht werden.
Im Jahr 1963 wurde Tromsøbrua mit dem Architekturpreis Betongtavlen ausgezeichnet, ein vom Norwegischen Architektenverband und der Norwegischen Betonvereinigung gestifteter Preis. Die Jury begründete ihre Entscheidung mit der „Verwendung von Beton in ästhetisch und technisch hervorragender Weise.“
2005 wurde auf der Brücke ein 2,5 Meter hohes Gitter montiert, um sie gegen Suizidversuche abzusichern. Zuvor gehörte die Tromsøbrua zu den landesweit bevorzugten Zielen von Suizidgefährdeten.
Seit April 2008 ist die Tromsøbrua auf Beschluss des Leiters der Denkmalschutzbehörde Riksantikvaren, Nils Marstein, als schützenswertes Kulturgut anerkannt. Mit der Maßnahme werden Straßenbauwerke und -anlagen unter Schutz gestellt, die als Teil des norwegischen Straßennetzes deren geschichtliche Entwicklung repräsentieren.